# Zagłębie Ostrawsko-Karwińskie

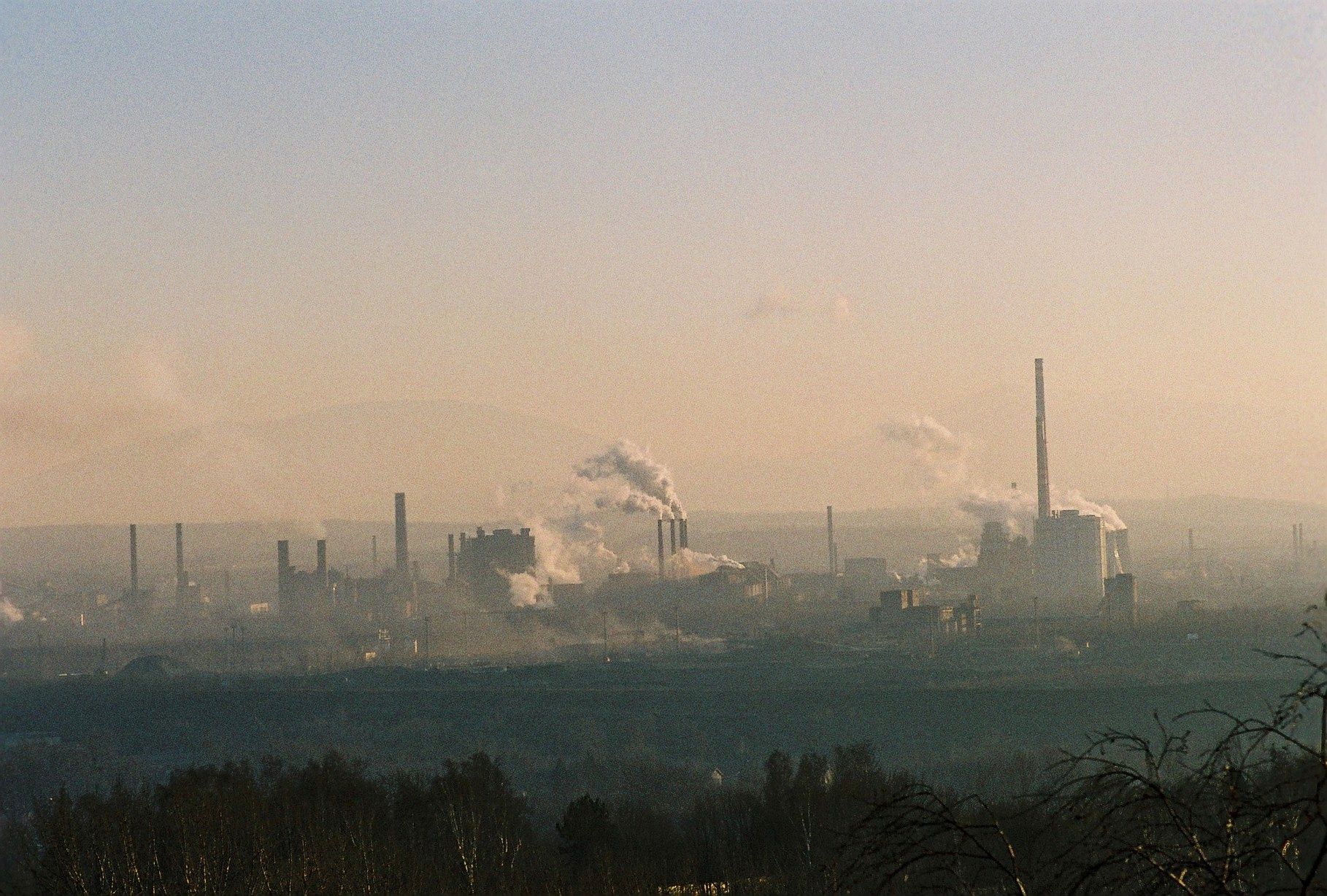
Nowa Huta w Ostrawie

Zagłębie Ostrawsko-Karwińskie (też: Ostrawsko-Karwińskie Zagłębie Węglowe, cz. Ostravsko-karvinská uhelná pánev) – czeskie zagłębie węglowe, jednolity obszar geologiczno-geograficzny w północno-wschodniej części kraju morawsko-śląskiego, przy granicy z Polską, w Kotlinie Ostrawskiej, zawierający największe w kraju zasoby węgla kamiennego i jego najintensywniejszą eksploatację. Stanowi południową część Górnośląskiego Zagłębia Węglowego. Geologicznie dzieli się na część ostrawską i karwińską. Ostatnie kopalnie w części ostrawskiej zostały zamknięte w połowie lat 90. XX wieku i obecnie jedynym producentem węgla już tylko w części karwińskiej jest spółka OKD.
Trzy czwarte Zagłębia Ostrawsko-Karwińskiego położone jest w historycznych granicach Śląska Cieszyńskiego. W szerszym wymiarze przemysłowym z Zagłębiem pokrywa się Ostrawsko-Karwiński Okręg Przemysłowy (cz. Ostravsko-karvinský revír), który rozwinął się dynamicznie w drugiej połowie XIX wieku stając się jednym z największych i najważniejszych centrów produkcyjnych na terenie Austro-Węgier. Po upadku tego państwa był przedmiotem czechosłowacko-polskiego sporu granicznego, po czym region został prawie w całości przyznany Czechosłowacji. Najważniejsze ośrodki: Ostrawa, Karwina, Hawierzów, Orłowa, Bogumin. Uzupełniają go mikro-okręgi przemysłowe frydecko-mistecki i trzyniecki.

## Geologia
Węglonośne warstwy pochodzą z karbonu, osiągają miąższość do 1000 m, a w granicach Śląska Cieszyńskiego do 880 m. Do eksploatacji dostępnych jest 55 złóż węgla kamiennego. W części karwińskiej znajduje się około 70 pokładów o grubości 57 m, które można podzielić na warstwy siodłowe (10 pokładów o grubości 22,5 m), suskie (26 pokładów, 30 m) i dąbrowskie (10 pokładów, 9,5 m).

## Historia
Proces industrializacji rozpoczął się tu później niż na pruskim Górnym Śląsku. Jeszcze na początku XIX wieku był to obszar bardzo rolniczy ze słabo rozwiniętym przemysłem. Musiały zaistnieć pewne warunki do jej pozytywnego rozwoju. Wczesna faza nowoczesnej industrializacji oparta była na miejscowych surowcach. Już w latach 50. XVIII wieku odkryto powierzchniowe pokłady węgla (np. w 1757 w Polskiej Ostrawie i w 1776 w Karwinie) ale popyt na niego był minimalny i jego znaczenie marginalne (na początku XIX wieku liczbę górników szacuje się na od 150 do 170). W położonych na południe od Zagłębia hutach Komory Cieszyńskiej w Baszce i w Ustroniu beskidzką rudę żelaza przetwarzano jeszcze z wykorzystaniem węgla drzewnego.
W 1828 otwarto najnowocześniejszy w kontynentalnej Europie zakład hutniczy, położoną na morawskim brzegu Ostrawicy Hutę im. Rudolfa w Witkowicach, co znacznie zwiększyło zapotrzebowanie na węgiel, a możliwości eksportu znacznie zwiększyła doprowadzona w 1847 do Morawskiej Ostrawy i Bogumina Kolej Północna Cesarza Ferdynanda. W połowie XIX wieku w Zagłębiu funkcjonowało już 319 sztolni kopalnianych, a liczba górników wzrosła z około 1000 na początku lat 40. do 2500 w 1850.
Z pozostałych gałęzi przemysłu rozwijał się tu głównie przemysł spożywczy, finansowanego miejscowym kapitałem wielkoobszarniczym, oprócz Komory, m.in. należące do hr. Larischa cukrownia w Suchej Górnej (150 robotników) i nowoczesny młyn parowy w Pietwałdzie. Potrzeby pracownicze były początkowo zaspokajane rozpoczętą w regionie od końca XVIII wieku eksplozją demograficzną (w latach 1830-1846 przyrost naturalny wynosił około 10 promili), później musiał być zaspokajany imigracją, z innych regionów Śląska i Moraw, ale przede wszystkim z Galicji. Rozwijała się sieć kolejowa. W 1848 Kolej Wilhelma z Berlina dotarła do Bogumina, którego znaczenie wzrosło jeszcze bardziej, gdy przedłużona Kolej Północna połączona została w 1856 z Koleją Warszawską, a w 1869 otwarto Kolej Koszycko-Bogumińską. Kapitał inwestycyjny pochodził głównie z Wiednia, Moraw i Galicji, ale też z Berlina i Londynu. Równocześnie rozwijały się mikro-okręgi przemysłowe frydecko-mistecki, trzyniecko-ustroński i bielsko-bialski i w 1900 roku już 49,2% mieszkańców Śląska Cieszyńskiego zatrudnionych było w sektorze przemysłowym. Przodującym sektorem industrializacji stał się jednak przemysł węglowy (w tym koksownie czy brykietownie), który przed wybuchem I wojny światowej zatrudniał na obszarze całego zagłębia ostrawsko-karwińskiego około 44 tysięcy górników, robotników i personelu techniczno-gospodarczego.

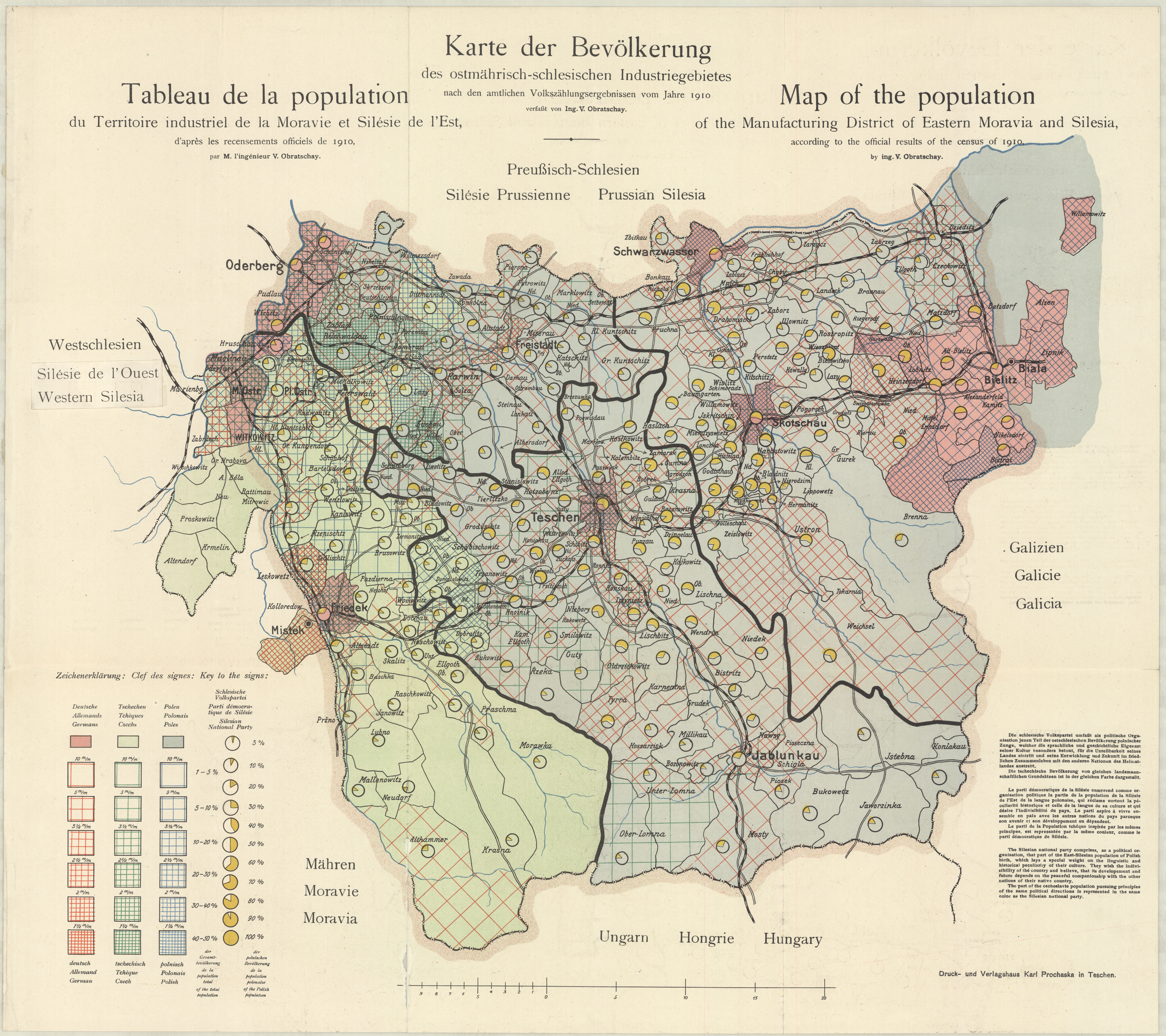
Mapa populacji Śląska Cieszyńskiego i przyległych uprzemysłowionych gmin w 1910 roku

W tym czasie nastąpiło również ożywienie polityczno-kulturowe narodów słowiańskich, a na początku XX wieku przez region Zagłębia przeszła znacząca fala polsko-czeskiego konfliktu narodowościowego. Przejawiało się to sporami o język używany w kościele, szkole czy drastycznymi zmianami w odsetku deklaracji językowych w spisach austriackich z lat 1880 do 1910. W tym czasie czeskie wpływy kulturowe idąc wraz z rosnącym zainteresowaniem gospodarczym nasilały się na obszarze zamieszkałym tradycyjnie przez ludność etnicznie polską, sięgając na wschodzie np. Dąbrowy, gdzie w 1880 85,6% mieszkańców zadeklarowało używanie języka czeskiego. Z kolei polskie wpływy sięgnęły za sprawą imigracji z Galicji do położonych nawet za Morawską Ostrawą uprzemysłowionych gmin, takich jak Mariánské Hory, gdzie w 1900 językiem polskim posługiwało się około 20% mieszkańców. W 1910 liczba imigrantów z Galicji w powiecie frysztackim wynosiła 15 500, 13% populacji powiatu, a w powiecie frydeckim, w tym polsko-ostrawskim powiecie sądowym, około 20 000 (20%).
Strategiczne znaczenie Zagłębia wraz z prowadzącymi do niego liniami kolejowymi było jedną z głównych, aczkolwiek nieoficjalnie, przyczyn sporu granicznego pomiędzy Polską i Czechosłowacją o Śląsk Cieszyński po 1918 roku. Granica między tymi krajami na terenie dawnego austriackiego powiatu frysztackiego była przesuwana pięciokrotnie, najpierw na podstawie etnicznego rozgraniczenia według porozumienia lokalnych rad narodowych z 5 listopada 1918. Najtrwalsza okazała się granica wyznaczona na skutek decyzji Rady Ambasadorów z lipca 1920, która przyznała Czechosłowacji praktycznie cały jej obszar, stanowiąc odtąd jej główny okręg przemysłowy. Ponadto region Zagłębia pod kontrolą czechosłowacką powiększył się w 1920 po przejęciu od Niemiec tzw. kraiku hulczyńskiego z Pietrzkowicami, dziś dzielnicą Ostrawy.
W 1938 roku większość obszaru Zagłębia (stanowiąc część tzw. Zaolzia) została przyłączona do Rzeczypospolitej. We wrześniu 1939 Zagłębie zostało zajęte przez oddziały niemieckie i wraz z niemal całym Śląskiem Cieszyńskim wcielone do III Rzeszy. Podczas II wojny światowej silnie zniszczone przez naloty alianckie i bezpośrednie działania wojenne. Po 1945 wbrew sprzeciwowi Polski przywrócono granicę z 1920 a Zagłębie włączono ponownie do Czechosłowacji. Po wojnie powstawały dalsze kopalnie, w tym w latach 60. XX wieku położona dotąd najdalej na wschodzie kopalnia ČSM w Stonawie, później też dalej na wschodzie, polska kopalnia Węgla Kamiennego Morcinek w Kaczycach. Po podziale Czechosłowacji w 1993 roku Zagłębie znalazło się w granicach Czech.
Mniejszość polska w następnych dziesięcioleciach na terenie Zagłębia została w dużym stopniu zasymilowana. W zachodniej części praktycznie zanikła, choć pozostałością po niej są często spotykane nazwiska pochodzenia polskiego. W części wschodniej polska mniejszość zachowała się w okolicy Karwiny, dalej funkcjonuje także Polskie Gimnazjum imienia Juliusza Słowackiego w Orłowej. Pracę znajduje tu również obecnie wiele osób z Polski i Słowacji.